# Emil Zeil
Emil Zeil (* 24. Dezember 2005 in Dresden) ist ein deutscher Fußballspieler. Der zentrale Mittelfeldspieler steht seit 2024 im Kader des 1. FC Düren.

## Karriere
Zeil begann mit dem Fußballspielen beim SSV Turbine Dresden in seiner Heimatstadt Dresden. 2015 wechselte in den Nachwuchs von Dynamo Dresden, deren Jugendmannschaften er durchlief. In der Saison 2021/22 kam er für die U-17-Mannschaft in der B-Junioren-Bundesliga zu 17 Einsätzen, bei denen er ein Tor erzielte. Zur Saison 2022/23 rückte er in die U-19-Mannschaft der Dresdner auf und bestritt in den folgenden beiden Jahren insgesamt 34 Einsätze mit drei erzielten Toren in der A-Junioren-Bundesliga. Mit der Mannschaft belegte in der Saison 2022/23 den zweiten Platz der Staffel Nord/Nordost, in der Saison 2023/24 führte er die Mannschaft als Mannschaftskapitän zu Platz 7 in der Staffel.
Im April 2024 wurde Zeil vom Trainerteam um Heiko Scholz, Willi Weiße und Ulf Kirsten, welche die Leitung der Dresdner Drittligamannschaft nach der Entlassung von Markus Anfang übernommen hatte, in den Kader der ersten Mannschaft berufen. Sein Pflichtspieldebüt gab er am 4. Mai 2024, als er am 36. Spieltag bei der 0:1-Heimspielniederlage gegen den SC Verl in der 87. Minute für Jonathan Meier eingewechselt wurde. Bereits eine Minute nach seiner Einwechslung erhielt er die gelbe Karte. Zu einem weiteren Einsatz in der 3. Liga kam er zwei Wochen später am 38. Spieltag zum Saisonabschluss gegen den MSV Duisburg beim 4:0-Heimsieg der Dresdner. Dabei wurde Zeil in der 80. Minute für Jonas Oehmichen eingewechselt. Im Finalspiel des Sachsenpokals gegen den FC Erzgebirge Aue am 25. Mai 2024 wurde er in der 73. Spielminute für Lars Bünning eingewechselt und gewann mit den Dresdnern 2:0 nach Verlängerung.
Mitte Juni 2024 gab der Regionalligist 1. FC Düren die Verpflichtung von Zeil bekannt.

## Erfolge
- Sachsenpokalsieger: 2024